# Fakulteta za kemijo in farmacijo v Münchnu
Fakulteta za kemijo in farmacijo v Münchnu (nemško Fakultät für Chemie und Pharmazie) je fakulteta, ki deluje v okviru Univerze v Münchnu in je bila ustanovljena leta 1971.
Trenutni dekan je Martin Biel.